# Rachecourt-sur-Marne
Rachecourt-sur-Marne település Franciaországban, Haute-Marne megyében. Lakosainak száma 740 fő (2022. január 1.). Rachecourt-sur-Marne Chevillon, Bayard-sur-Marne, Maizières és Troisfontaines-la-Ville községekkel határos.

## Népesség
A település népességének változása:
| Lakosok száma | 833  | 911  | 838  | 798  | 808  | 791  | 779  | 770  | 760  | 740  |
|               | 1968 | 1982 | 1990 | 2006 | 2013 | 2015 | 2017 | 2019 | 2020 | 2022 |